# Acacia hadrophylla
Acacia hadrophylla är en ärtväxtart som beskrevs av Richard Sumner Cowan och Bruce R. Maslin. Acacia hadrophylla ingår i släktet akacior, och familjen ärtväxter. Inga underarter finns listade i Catalogue of Life.